# Ilja Ochłopkow
Ilja Michajłowicz Ochłopkow (ros. Илья́ Миха́йлович Охло́пков, ur. 27 lipca 1884 w Wielkim Ustiugu, zm. 12 października 1957 w Mordwińskiej ASRR) – rosyjski rewolucjonista, działacz komunistyczny, radziecki polityk.

## Życiorys
W 1904 wstąpił do SDPRR, kilkakrotnie był aresztowany i zsyłany, 1915 ukończył studia na Uniwersytecie Moskiewskim. W czerwcu 1916 został aresztowany i w październiku 1915 skazany na zesłanie, 1916-1917 pracował jako wykładowca gimnazjum w guberni penzeńskiej, od maja do października 1917 pełnił funkcję komisarza powiatu mokszańskiego tymczasowej władzy Republiki Rosyjskiej, a od maja do listopada 1918 instruktora odpowiedzialnego Ludowego Komisariatu Oświaty RFSRR. Od listopada 1918 przewodniczący mokszańskiego powiatowego komitetu RKP(b), 1919 przewodniczący Komitetu Wykonawczego Mokszańskiej Rady Powiatowej i kierownik mokszańskiego powiatowego oddziału edukacji narodowej w guberni penzeńskiej, od sierpnia 1919 do stycznia 1920 przewodniczący penzeńskiego gubernialnego komitetu RKP(b). Do maja 1920 kierownik pododdziału Kolei Windawo-Rybińskiej, od maja do października 1920 zastępca komisarza obwodowego zarządu gospodarki wodnej w Niżnym Nowogrodzie, od października 1920 do lipca 1921 komisarz obwodowego zarządu gospodarki wodnej w Wielkim Ustiugu. Od lipca 1921 do marca 1922 sekretarz odpowiedzialny Komitetu Powiatowego RKP(b) w Wielkim Ustiugu, od marca 1922 do marca 1924 zastępca kierownika Wydziału Organizacyjno-Instruktorskiego KC RKP(b), od marca do października 1924 zastępca kierownika Wydziału Organizacyjno-Dystrybucyjnego KC RKP(b), od 20 listopada 1924 do 29 czerwca 1926 sekretarz odpowiedzialny kurskiego gubernialnego komitetu RKP(b)/WKP(b).
Od lipca 1926 do lipca 1927 sekretarz odpowiedzialny woroneskiego gubernialnego komitetu WKP(b), od 6 kwietnia 1927 do 8 września 1928 przewodniczący Komitetu Wykonawczego Smoleńskiej Rady Gubernialnej, od sierpnia 1928 do stycznia 1930 członek komisji Komitetu Przygotowawczego przy Radzie Komisarzy Ludowych ZSRR, 1930-1931 pracownik Przedstawicielstwa Handlowego ZSRR w Niemczech. Od kwietnia 1931 do kwietnia 1934 instruktor odpowiedzialny KC WKP(b), od kwietnia 1934 do stycznia 1936 zastępca szefa Zarządu Politycznego Ludowego Komisariatu Transportu Wodnego ZSRR, od stycznia 1936 do stycznia 1937 zastępca szefa Zarządu Politycznego Głównego Zarządu Lotnictwa Cywilnego przy Radzie Komisarzy Ludowych ZSRR, od października 1937 do kwietnia 1939 dyrektor Krymskiego Rezerwatu Państwowego w Ałuszcie. Od lutego 1939 do października 1941 dyrektor Państwowego Rezerwatu im. Alochina w obwodzie kurskim, od grudnia 1941 do stycznia 1943 leśniczy Tiomnikowskiego Przedsiębiorstwa Leśnego w Mordwińskiej ASRR, od stycznia do października 1943 dyrektor rezerwatu państwowego w obwodzie iwanowskim, później wykładał w szkole w Mordwińskiej ASRR.